# Francesco Alpino
Francesco Alpino, auch Franciscus Alpinus war ein italienischer Arzt aus Marostica in der Republik Venedig. Der Botaniker Prospero Alpini ist der Sohn von Francesco Alpino und dessen Ehefrau Barlolomea Tarsi aus Padua.

## Ehrentaxon
Charles Plumier benannte ihm und seinem Sohn Prospero Alpini zu Ehren die Gattung Alpina aus der Pflanzenfamilie der Ingwergewächse (Zingiberaceae). Carl von Linné änderte später die Schreibweise in Alpinia ab.